# Concierto para piano (Rimski-Kórsakov)

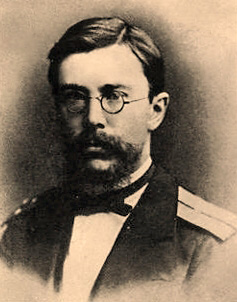
Imagen del compositor ruso Nikolái Rimski-Kórsakov

El Concierto para piano en do sostenido menor, op. 30, de Nikolái Rimski-Kórsakov, fue compuesto entre 1882 y 1883. Se estrenó en marzo de 1884 en uno de los conciertos de la Escuela Musical Libre de Mili Balákirev en San Petersburgo.

## Forma
El concierto está escrito en un movimiento continuo con tres secciones contrastantes: 
1. Moderato—Allegretto quasi polacca
2. Andante mosso
3. Allegro

## Visión general
Después de una larga pausa, Mili Balákirev reapareció en la escena musical rusa en 1881, en el primer concierto de la Escuela Musical Libre de la temporada 1881-82. Fue Balákirev quien sugirió que Rimski-Kórsakov compusiera un concierto para piano. Rimski-Kórsakov no era un pianista. Sin embargo, como escribió Rimski-Kórsakov, «debe decirse que sonaba hermoso y resultó totalmente satisfactorio en el sentido de la técnica y el estilo de piano; esto sorprendió enormemente a Balákirev, quien encontró mi concierto a su gusto. De ninguna manera esperaba que supiera componer algo completamente pianístico».
Rimski-Kórsakov dedicó la pieza a Franz Liszt, reconociendo así su deuda con él. Al igual que los conciertos de Liszt, particularmente el segundo, está escrito en un solo movimiento, con secciones que contrastan pero fluyen entre sí sin límites estrictos. También es Lisztiano en su virtuoso pianismo decorativo. A diferencia de los conciertos de Liszt, el concierto de Rimski-Kórsakov es monotemático. Rimski-Kórsakov tomó el tema del n.º 18 de la colección de canciones populares de Balákirev, publicado en 1866. Expone esta canción a través de la transformación temática, de nuevo a la manera de Liszt, cambiando su carácter y estilo a medida que avanza la pieza. Otra influencia potencial fue la Fantasie russe en si menor para piano y orquesta de Eduard Nápravník. Rimski-Kórsakov dirigió esta pieza en Moscú durante la Exposición Rusa de 1882. Al igual que el concierto de Rimski-Kórsakov, la Fantasie russe está escrita en forma libre, pero usa tres canciones populares rusas en lugar de solo una (incluida la «Canto de los remeros del Volga»).

## Influencia y abandono
El lirismo del concierto, las bravuras y el uso inventivo de la canción popular lo colocaron firmemente en el campo nacionalista ruso. Influyó en varios otros compositores rusos, incluyendo Aleksandr Glazunov , Antón Arenski y, especialmente en el Concierto para piano n.º 1 de Serguéi Rajmáninov. El trabajo rara vez se escucha en Occidente debido principalmente en gran parte a su brevedad (dura aproximadamente 15 minutos). 